# تالار شهر هامبورگ
تالار شهر هامبورگ (به آلمانی: Rathaus) سیتی‌هال شهر هامبورگ است. این مکان یکی از ۱۶ پارلمان ایالتی آلمان محسوب می‌شود. تالار شهر در آلتشتادت در مرکز شهر، میدان راتاسمارکت و در نزدیکی ایستگاه راه‌آهن مرکزی هامبورگ قرار دارد. ساختمان در سال‌های ۱۸۸۶ تا ۱۸۹۷ خود را با دفتر شهردار اول هامبورگ و اتاق جلسه پارلمان و سنا هامبورگ تشکیل می‌داد.

## تاریخچه
پس از آتش‌سوزی بزرگ ۱۸۴۲ و نابودی تالار شهر قدیمی حدود ۴۴ سال ساخت ساختمان جدید طول کشید. ساختمان کنونی توسط گروهی هفت نفره از معماران با مدیریت مارتین هالر طراحی شد. ساخت این بنا از سال ۱۸۸۶ آغاز گشت و در سال ۱۸۹۷ افتتاح شد. این ساختمان با هزینه‌ای بالغ بر ۱۱ میلیون مارک طلایی آلمان (در حدود ۸۰ میلیون یورو) ساخته شد. در ۲۶ اکتبر ۱۸۹۷ با برگذاری یک جشن و انتخاب نخستین شهردار و تحویل کلید شهر به وی ساختمان افتتاح شد.

در دوره پس از جنگ سران مختلفی از جمله هایله سلاسی، شاه محمدرضا پهلوی و ملکه الیزابت دوم از تالار شهر هامبورگ دیدن کرده‌اند.